# Метансульфонилхлорид
Метансульфонилхлорид (метансульфохлорид, мезилхлорид) — хлорангидрид метансульфокислоты. Представляет собой едкую желтоватую жидкость. Используется преимущественно для превращения спиртов в эфиры метансульфокислоты — мезилаты, что позволяет придать гидроксильной группе свойства хорошей уходящей группы в реакциях нуклеофильного замещения и элиминирования.

## Получение
Метансульфонилхлорид получают действием тионилхлорида на метансульфокислоту. Чистое соединение может быть получено при вакуумной перегонке над пятиокисью фосфора.
{\displaystyle {\mathsf {CH_{3}SO_{3}H+SOCl_{2}\rightarrow CH_{3}SO_{2}Cl+SO_{2}+HCl}}}

## Применение
Метансульфонилхлорид используют для синтеза эфиров метансульфокислоты в присутствии основания, например, пиридина. Часто данная реакция применяется для активации гидроксильной группы спиртов к реакциям нуклеофильного замещения. При этом первичные гидроксильные группы реагируют быстрее, чем вторичные.
Иногда мезилаты используют как защитные группы для спиртов, устойчивые в кислой среде и удаляемые под действием амальгамы натрия.